# The Destruction of Small Ideas
The Destruction of Small Ideas — третій студійний альбом англійського пост-рок мат-рок гурту 65daysofstatic, випущений 30 квітня 2007 року у Великій Британії. Реліз першого синглу із цього альбому Don't Go Down to Sorrow відбувся 7 квітня.

## Трек лист
1. «When We Were Younger & Better» — 6:54;
2. «A Failsafe» — 4:28;
3. «Don't Go Down to Sorrow» — 6:55;
4. «Wax Futures» — 4:03;
5. «These Things You Can't Unlearn» — 6:27;
6. «Lyonesse» — 3:26;
7. «Music Is Music as Devices Are Kisses of Everything» — 5:20;
8. «The Distant & Mechanised Glow of Eastern European Dance Parties» — 3:33;
9. «Little Victories» — 5:14;
10. «Primer» — 4:51;
11. «White Peak/Dark Peak» — 3:57;
12. «The Conspiracy of Seeds» — 7:08;